# アンピロン
アンピロン（英:Ampyrone）は、抗炎症剤、解熱鎮痛剤、解熱剤の特性を有するアミノピリンの代謝産物である。顆粒球減少症の危険性のために薬剤としての使用は推奨されていない。その代わりに、過酸化物またはフェノールを生成する生化学反応の試薬として使用されている。アンピロンは、肝ミクロソームを刺激し、また、細胞外液を測定するために使用されている。